# Commission d'indemnisation des victimes d'infractions
La Commission d'indemnisation des victimes d'infractions (CIVI) est une juridiction spécialisée, présente dans chaque tribunal judiciaire, chargée d’examiner les demandes d’indemnisation des victimes de certaines infractions (ou de leurs ayants droit), lorsque celles-ci ne peuvent pas obtenir une réparation, effective et suffisante de leur préjudice, par les assurances ou les organismes de sécurité sociale.

## Conditions

### Indemnisation intégrale
Toute victime de faits volontaires ou non, et présentant le caractère matériel d'une infraction pénale, peut être intégralement indemnisée du préjudice résultant des atteintes à la personne qu'elle a subi si ces faits : 
- ont entraîné la mort, une incapacité permanente ou une incapacité totale de travail au moins égale à un mois,

ou
- sont constitutifs de viol, d'agression sexuelle, d'atteinte sexuelle sur mineur ou de traite des êtres humains, sans condition d'incapacité minimum.

Ces infractions ne doivent pas relever de procédures spécifiques d'indemnisation, ce qui concerne les victimes de l'amiante, d'actes de terrorisme, d'accident de la circulation ou d'accident de chasse.
L'indemnisation peut être réduite, voire refusée, en cas de faute de la victime.
La faculté de demander une indemnisation se transmet aux ayants droit de la victime décédée, qui peuvent donc déposer une demande en son nom mais également en réparation de leur propre préjudice s'ils sont victimes par ricochet.

### Indemnisation partielle
Selon l'article 706-14 du code de procédure pénale, une indemnité partielle peut être accordée à la victime, si elle a subi : 
- un dommage corporel entraînant un arrêt de travail ou d'activité de moins d'un mois ;
- un vol, une escroquerie, un abus de confiance, une extorsion de fonds ou la détérioration d'un bien lui appartenant.

Pour cela, elle doit remplir les conditions suivantes : 
- ses ressources mensuelle doivent être inférieures au montant du plafond de l'aide juridictionnelle partielle (1 400 € au 1er janvier 2014) augmenté en fonction du nombre de personnes à charges (159 € par mois pour les deux premières personnes à charges, 101 € pour les suivantes) ;
- l'indemnisation de son préjudice par ses assurances personnelles, sa mutuelle, sa sécurité sociale ou tout autre débiteur se révèle insuffisante ou impossible ;
- les faits doivent avoir entraîné dans sa vie des troubles graves.

L'indemnisation, dans ce cas, est plafonnée à trois fois le plafond de ressources fixé pour l'attribution de l'aide juridictionnelle partielle, soit 4 223 €.

### Bénéficiaires
Si l'infraction a été commise sur le territoire national, peuvent être indemnisés : 
- les personnes de nationalité française ;
- les ressortissants de l'Union européenne et de l'Espace Économique européen ;
- les personnes de nationalité étrangère en séjour régulier (au jour de l'infraction ou de la demande d'indemnisation).

Si l'infraction a eu lieu à l'étranger, seules les personnes de nationalité française peuvent bénéficier de l'indemnisation.

## Procédure

### Demande d'indemnisation
La victime doit adresser sa demande, au choix, auprès de la CIVI :
- dont dépend son domicile ;
- qui a jugé l'infraction ;
- qui a déjà été saisie de la même infraction par une autre victime.

Cette commission, composée de deux magistrats et d'un assesseur civil, siège auprès de chaque tribunal judiciaire de France, anciennement tribunal de grande instance, depuis une loi du 1er janvier 1984.
Le délai à respecter pour présenter sa demande est de trois ans à compter de la date de l'infraction. Si une procédure judiciaire a été engagée, le délai est de un an à compter de la dernière décision de justice. Cependant, la CIVI peut exceptionnellement accepter une demande présentée hors délai pour un motif légitime.
La demande d'indemnisation doit être faite soit par lettre avec accusé de réception adressée au greffe de la Commission d'indemnisation des victimes d'infraction, soit par l'intermédiaire d'un avocat. Un formulaire cerfa prêt à l'emploi est disponible sur le site du ministère de la justice.

### Phase amiable
Après avoir vérifié la recevabilité de la demande, le greffe de la CIVI la transmet directement au Fonds de garantie des victimes des actes de terrorisme et d'autres infractions (FGTI). Ce dernier a deux mois, à compter de la réception de la demande, pour présenter une offre d'indemnisation à la victime. L'offre doit indiquer l'évaluation retenue par le Fonds de garantie pour chaque préjudice invoqué et le montant des indemnités offert.
La victime dispose de deux mois pour accepter ou refuser l'offre.
- En cas d'acceptation de l'offre : le Fonds de garantie transmet le constat d'accord au président de la Commission d'indemnisation qui l'homologue, c’est-à-dire qu'il valide officiellement l'accord pour qu'il puisse être exécuté. La décision d'homologation est notifiée sans délai par lettre recommandée avec avis de réception au demandeur et au Fonds de garantie ;
- En cas de refus de l'offre : la phase amiable prend fin. Le silence de la victime, dans un délai de deux mois à compter de la présentation de l'offre, vaut désaccord.

### Phase contentieuse
En cas d'échec de la phase amiable, l'instruction de l'affaire se poursuit auprès de la Commission d'indemnisation. Elle désigne l'un de ses membres, un magistrat, pour instruire le dossier. Le demandeur ou son avocat, et le Fonds de garantie font valoir leurs arguments par écrit et lors de l'audience de plaidoirie.
Une fois la décision rendue par la Commission, le Fonds de garantie est chargé de verser l'indemnité dans un délai d'un mois à compter de la notification de la décision ou de l'homologation du constat d'accord.
La victime, comme le Fonds de garantie, peuvent faire appel de la décision de la Commission devant la cour d'appel dans un délai d'un mois à compter de la notification de la décision.